# Detunda atronivea
Detunda atronivea är en fjärilsart som beskrevs av Walker 1865. Detunda atronivea ingår i släktet Detunda och familjen mätare. Inga underarter finns listade i Catalogue of Life.